# キャロル・アーサー
キャロル・アーサー（Carol Arthur、1935年8月4日 - 2020年11月1日）は、アメリカ合衆国の女優。
夫は俳優のドム・デルイーズ、子のピーター・デルイーズ、マイケル・デルイーズ、デヴィッド・デルイズもともに俳優。

## 出演作品
- イントレピッド
- ロビン・フッド/キング・オブ・タイツ
- ホットスタッフ
- 爆笑！世紀のスター誕生
- メル・ブルックスのサイレント・ムービー
- サンシャイン・ボーイズ
- さらばハイスクール
- ブレージングサドル
- 知りすぎた１７才
- レスリー・ニールセンのドラキュラ
- ゆかいなブレディー家